# Кевятозеро (деревня)
Кевято́зеро (карел. Kevättämärvi, фин. Kevättämäjärvi (Кевяттямяярви) — «Весеннее озеро») — деревня
на озёрах Кевятозеро и Еттозеро в Беломорском районе Карелии. Входит в Сосновецкое сельское поселение.

## География
Расположена на северном побережье Кевятозера и на западном побережье Еттозера, в 18 километрах северо-северо-западнее посёлка Новое Машезеро.

## История
До 1920-х годов деревня входила в состав Тунгудской волости, а затем Тунгудского района. Позже она являлась частью Тунгудского сельсовета, ныне входит в состав Сосновецкого сельского поселения.

## Население
| 2002 | 2009 | 2010 | 2013 |
| ---- | ---- | ---- | ---- |
| 5    | ↘2   | ↘0   | →0   |

## Инфраструктура
В 1960-е года в Кевятозере закрылись почтовое отделение, школа и магазины, и основная масса населения переехала в посёлок Новое Машозеро.
В деревне находится множество карельских домов и часовня Святого Николая.